# Partido Libertario de Rusia

Bandera libertaria rusa.

El Partido Libertario de Rusia (en ruso: Либертарианская партия России; romanizado como: Libertarianskaya partiya Rossii;) es un partido político libertario de derecha en la Federación de Rusia fundado en 2008 sobre la base de la "auto-propiedad y la no agresión". El partido ha tenido dos miembros elegidos para cargos locales, uno en Moscú y el otro en el Óblast de Moscú. La primera, Vera Kichanova, fue elegida en 2012 para el consejo municipal del distrito Yuzhnoye Tushino de Moscú. El segundo, Andrey Shalnev, fue elegido en 2014 como diputado independiente del distrito de Pushkino. El partido coordina el Adam Smith Forum (una conferencia libertaria internacional anual en Moscú), participa en la organización del Free People's Forum (que discute la política rusa) y realiza otras actividades y publicaciones, incluido un periódico mensual y una serie de podcasts.
Desde 2017, el canal SVTV de YouTube de Mijáil Svetov, miembro del Comité Federal del partido, se ha vuelto muy popular. La actividad independiente de las oficinas regionales ha aumentado significativamente. En junio de 2017, el partido tenía poco más de 1.000 miembros, incluidos unos 200 en la sucursal de Moscú.